# Trachyandra
Trachyandra is een geslacht uit de affodilfamilie. De soorten komen voor in het zuiden van Afrika, Madagaskar en Yemen.

## Soorten
- Trachyandra acocksii
- Trachyandra adamsonii
- Trachyandra affinis
- Trachyandra arenicola
- Trachyandra aridimontana
- Trachyandra arvensis
- Trachyandra asperata
- Trachyandra brachypoda
- Trachyandra bulbinifolia
- Trachyandra burkei
- Trachyandra capillata
- Trachyandra chlamydophylla
- Trachyandra ciliata
- Trachyandra dissecta
- Trachyandra divaricata
- Trachyandra ensifolia
- Trachyandra erythrorrhiza
- Trachyandra esterhuysenae
- Trachyandra falcata
- Trachyandra filiformis
- Trachyandra flexifolia
- Trachyandra gerrardii
- Trachyandra giffenii
- Trachyandra glandulosa
- Trachyandra gracilenta
- Trachyandra hantamensis
- Trachyandra hirsuta
- Trachyandra hirsutiflora
- Trachyandra hispida
- Trachyandra involucrata
- Trachyandra jacquiniana
- Trachyandra kamiesbergensis
- Trachyandra karrooica
- Trachyandra lanata
- Trachyandra laxa
- Trachyandra malosana
- Trachyandra mandrarensis
- Trachyandra margaretae
- Trachyandra montana
- Trachyandra muricata
- Trachyandra oligotricha
- Trachyandra paniculata
- Trachyandra patens
- Trachyandra peculiaris
- Trachyandra prolifera
- Trachyandra pyrenicarpa
- Trachyandra revoluta
- Trachyandra sabulosa
- Trachyandra saltii
- Trachyandra sanguinorhiza
- Trachyandra scabra
- Trachyandra smalliana
- Trachyandra tabularis
- Trachyandra thyrsoidea
- Trachyandra tortilis
- Trachyandra triquetra
- Trachyandra zebrina

... · 
Aloe (Aloë) · 
Asphodelus (Affodil) · 
Astroloba · 
Bulbine · 
Bulbinella · 
Chamaealoë · 
Chortolirion · 
Eremurus · 
Gasteria · 
Haworthia · 
Herpolirion · 
Jodrellia · 
Kniphofia · 
Lomatophyllum · 
Poellnitzia · 
Trachyandra · 
...